# Иверсен, Даниэль
Даниэ́ль Лённе И́версен (дат. Daniel Lønne Iversen; 19 июля 1997, Гёрдинг) — датский футболист, вратарь клуба «Престон Норт Энд»».

## Клубная карьера
Иверсен начал в академии «Гёрдинга», после чего в 12-летнем возрасте присоединился к крупнейшему клубу региона «Эсбьерг». Он перешел в английский клуб «Лестер Сити» в январе 2016 года, подписав контракт до июня 2019 года.
Иверсен перешел в аренду в команду «Олдем Атлетик» Лиги 3 в июле 2018 года, в тот же день, когда он подписал новый четырехлетний контракт с «Лестером». Он дебютировал в профессиональном плане в первый день сезона 2018/19, начав игру против «Милтон-Кинс Донс». Иверсен помог «Олдему» совершить «гигантское убийство» в Кубке Англии против «Фулхэма» из Премьер-лиги, сохранив поздний пенальти в победе со счетом 2:1. Иверсен сыграл 49 матчей во всех соревнованиях за «Олдем».
В июле 2019 года Иверсен перешел в команду Лиги 1 Ротерем Юнайтед, взяв в аренду на сезон. Иверсен дебютировал в Ротереме 3 августа 2019 года в матче против «Уимблдона» (2:1).
В августе 2020 года Иверсен перешел в бельгийскую команду «Ауд-Хеверле Лёвен», взяв в аренду на сезон. Иверсен начал пять игр, прежде чем получил травму бедра в матче против «Остенде». Вернувшись после травмы, он стал вторым вратарем после Рафаэля Ромо, в результате чего его аренда была прекращена 7 января 2021 года, что позволило ему перейти в аренду в английский клуб «Престон Норт Энд» в тот же день. Он вернулся в «Престон Норт Энд» для второго периода аренды в августе 2021 года. Он был назван Игроком года в Ланкашире на 2021–2022 годы.
Иверсен дебютировал за «Лестер» (после шести лет в клубе) 23 августа 2022 года в матче «Кубка Лиги» на выезде в графстве Стокпорт; он отразил три пенальти в серии пенальти и был назван «героем». Его выступление было высоко оценено главным тренером «Лестера» Бренданом Роджерсом.

## Карьера в сборной
Иверсен представлял Данию на международном молодежном уровне от 16 до 21 года. Иверсен был вызван в молодежную сборную на чемпионат Европы среди юношей до 21 года 2019 года, сыграв во всех трех играх Дании и отразив пенальти в матче против Австрии (3:1). В сентябре 2019 года Иверсен получил свой первый вызов в национальную сборную Дании на отборочные матчи Евро-2020 против Гибралтара и Грузии.